# لوكاس نيلسن
لوكاس نيلسن (بالدنماركية: Lukas Nielsen)‏ هو لاعب جمباز فني دنماركي، ولد في 23 ديسمبر 1885 في مالمو في السويد، وتوفي في 29 سبتمبر 1964 في كوبنهاغن في الدنمارك.

## وصلات خارجية
- لوكاس نيلسن على موقع اللجنة الأولمبية الدولية (الإنجليزية)
- لوكاس نيلسن على موقع أوليمبيديا (الإنجليزية)